# Liste des lieux-dits du comté d'Annapolis
Voici la liste des hameaux et lieux-dits du comté d'Annapolis. Cette liste est destinée à accueillir tous les lieux-dits et hameaux du comté d'Annapolis, en Nouvelle-Écosse.
- Haut – A
- B
- C
- D
- E
- F
- G
- H
- I
- J
- K
- L
- M
- N
- O
- P
- Q
- R
- S
- T
- U
- V
- W
- X
- Y
- Z

## A
- Albany Cross
- Allains Creek
- Arlington Est
- Arlington Ouest

## B
- Bear River Est
- Bear River
- Belleisle

## C
- Central Clarence
- Clemetsport
- Clementsvalle
- Cornwallis

## D
- Dalhousie Ouest
- Delaps Cove
- Deep Brook

## F
- Falkland Ridge
- Forest Glade
- Frasertown

## G
- Granville Beach
- Granville Centre
- Granville Ferry
- Graywood
- Greenland
- Guinea

## H
- Hampton
- Hannamville
- Hillsburn

## I
- Inglissville
- Inglissville Est

## K
- Karsdale

## L
- Lac La Rose
- Lequille
- Litchfield

## M
- Maitland Bridge
- Margaretsville
- Margaretsville Est
- Millford
- Millford Sud
- Mochelle
- Moshers Corner
- Mount Rose

## N
- New Albany
- Northfield

## O
- Outram

## P
- Paradis sur Terre
- Parkers Cove
- Perotte
- Phinneys Cove
- Port George
- Port Lorne
- Port-Royal
- Port Wade
- Prée-Ronde
- Prince Albert
- Princevale

## R
- Round Hill (voir Prée-Ronde)

## S
- Spa Springs
- Springfield
- Springhill Ouest
- St. Croix Cove
- Stoddarts
- Stronach Mountain

## T
- Thornes Cove

## U
- Upper Clarence

## V
- Victoria Beach
- Victoria Vale
- Victory
- Virginia Est

## W
- Waldeck
- Waldeck Ouest

## Y
- Youngs Cove